# Когда Спящий проснётся
«Когда Спящий проснётся» (англ. When the Sleeper Wakes) — научно-фантастический роман Герберта Уэллса. Является одной из первых в научной фантастике книг о футуристическом мире, а также одной из первых антиутопий. Книга значительно повлияла на развитие фантастики о будущем.
Первая редакция романа вышла в 1899 году. В 1910 году Уэллс переписал роман, значительно расширив и дополнив его. Переработанная версия романа вышла как отдельная книга, под названием «Спящий пробуждается» (англ. The Sleeper Awakes). События его же «Рассказа о грядущих днях» (другой вариант перевода: «Грядущие дни»), написанного в 1897 году, происходит в такой же антиутопии будущего.

## Сюжет
Действие начинается в Англии в конце XIX века. Джентльмен по имени Грэхем впадает в летаргический сон, формально продолжая числиться живым. Герой просыпается через 203 года и обнаруживает, что стал фактическим властелином мира. Его счёт в банке, управляемый советом адвокатов, год от года рос и в итоге сделал его самым богатым человеком на Земле, владельцем всей земной промышленности, СМИ и недвижимости. Землянам он известен как Спящий (англ. The Sleeper). Его тело сохранялось в специальном мавзолее, и никто не верил, что Спящий когда-нибудь проснётся.
Сразу же вокруг ничего не понимающего Грэхема начинают плестись политические интриги. Совет, управляющий деньгами, хочет убить Спящего, чтобы скрыть его пробуждение. Но Острог, глава оппозиции, помогает Грэхему сбежать. На улицах завязываются бои революционеров с полицией. Сторонники Острога побеждают, совет капитулирует, и Спящий вступает в свои права.
Отдав фактическую власть в руки Острога, Грэхем поначалу предаётся развлечениям. Он учится летать на самолёте, посещает светские приёмы, гуляет по Лондону XXI века, удивляясь новым нравам и изобретениям. В ходе своих наблюдений он начинает понимать, что жизнь людей со сменой власти ничуть не улучшилась, лишь тирания совета сменилась тиранией Острога. Недовольство новой властью растёт, но Острог не прислушивается к Грэхему и подавляет выступления недовольных.
Когда жители Лондона наконец восстают против Острога, Спящий принимает сторону народа. На помощь властям спешат самолёты с войсками, а у защитников восставшего Лондона нет времени подготовить оборону и нет лётчиков, чтобы отразить воздушную атаку. Чтобы выиграть время для своих подданных, Грэхем сам садится за штурвал и гибнет в воздушном бою, успев героически спасти Лондон.

## Экранизации
Фильм Вуди Аллена «Спящий» содержит ряд отсылок к книге Уэллса, хотя и обладает самостоятельным сюжетом.

## В массовой культуре
Книга была спародирована в эпизоде «A Fishful of Dollars» анимационного сериала «Футурама». В этой серии Фрай узнаёт, что неслыханно разбогател, так как за тысячу лет, проведенных им в заморозке, его банковский вклад в 93 цента вырос до 4,3 миллиардов долларов.